# Чумарка
Чумарка  (чеме́рка, чамарка)  — приталений в стані, однобортний верхній чоловічий одяг, який поширювався від стану зборами.
В сорочці чоловіки ходили лише вдома і до праці. Коли виходили з дому завжди поверх сорочки найчастіше одягали чумарку.
Чумарку шили з тоншого чи грубшого сукна, взалежності від пори року. Іноді шили з тонкої бавовняної матерії. Чумарка була темних кольорів: темно-синього, чорного, сірого. Крій чумарки нагадував крій жіночої кирсетки (юпки) з рукавами. Чумарка прилягала до стану і знизу поширювалася зборами. Викроювали чумарку, як і кирсетку з окремих клаптиків. Чумарка мала невеликий стоячий комір. Збори були найчастіше ззаду та з боків. Спереду чумарка защіпалась на гачки, від середини шиї до стану. Зверху гачків не було видно.
Чумарка спереду прилягала також до стану і була завжди однобортна. Зверху над комірцем було видно комірець сорочки та зав'язану стрічку, яку випускали поверх чумарки. Чумарку підперезували широким поясом. Пояси були з тонкої вовни, шовкові або дешеві бавовняні, зав'язувались вони трьома способами. Коли виходили з дому, чумарку завжди застібали. Чумарка могла бути довжиною до коліна або інколи довжиною до середини стегна.
Чимара (номерка, чемеріїна, чамарка) — довгий чоловічий верхній одяг галицького міщанина з рукавами, відрізний по лінії талії, з призбираною спинкою або всією нижньою частиною, з застібкою у два ряди ґудзиків попереду, зі стоячим коміром. Шилася з тонкого чорного сукна або бавовняної тканини, прикрашалася тасьмою, китицями, петлицями.

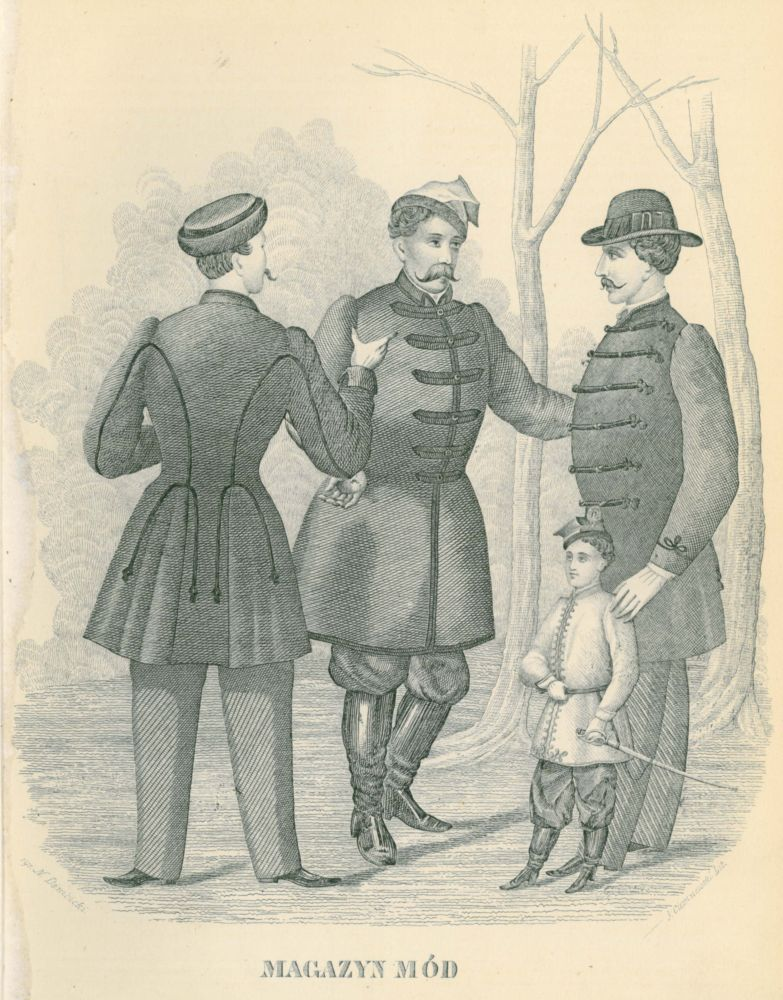
Чамари чоловічі і хпопчача.
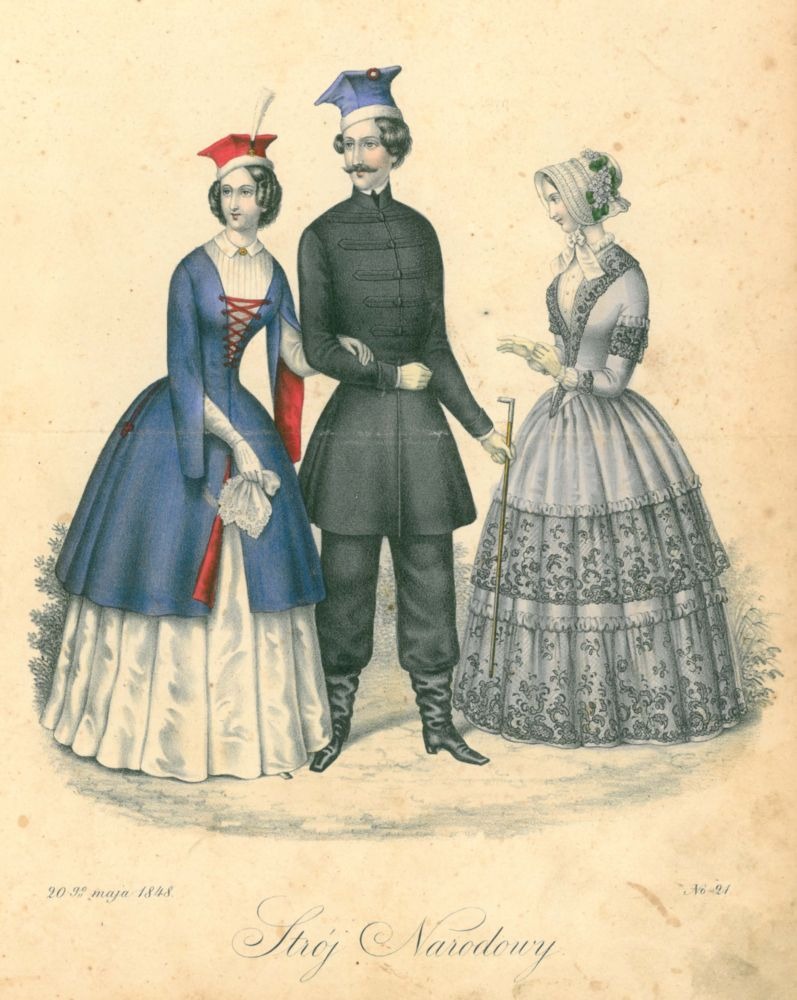
Жіноча постать: півкунтушок з конфедераткою, постать чоловіча: чамара з конфедераткою